# Les Complices (téléfilm)
Pour l’article homonyme, voir Les Complices.
Les Complices est un téléfilm français réalisé par Christian Vincent et diffusé pour la première fois le 10 décembre 2013 sur France 3.

## Synopsis
Un chef d'entreprise et sa secrétaire sont responsables d'un accident de la route qui cause la mort de plusieurs enfants. Ils prennent la fuite et tentent de vivre avec leur culpabilité.

## Fiche technique
- Réalisation et scénario : Christian Vincent, d'après le roman éponyme de Georges Simenon
- Production : Matthieu Tarot
- Musique inspirée de la 7e symphonie de Beethoven (2e mouvement)

## Distribution
- Thierry Godard : Marc
- Marie Kremer : Monica
- Jérôme Kircher : Jérôme
- Nathalie Boutefeu : Marie-Laure
- Charlotte Talpaert : Carlota
- Simon Ferrante : Capel
- Bruno Tuchszer : Franck
- Alexiane Kwiczor : Camille
- Bernard Debreyne : Mathieu

## Tournage
Le téléfilm a été tourné notamment à Saint-Omer dans le Pas-de-Calais.